# Do the Bartman
Do the Bartman è una novelty interpretata da alcuni personaggi de I Simpson, pubblicata nel 1990 dalla Geffen Records ed estratta come primo singolo dall'album The Simpsons Sing the Blues, nel quale vengono raccolte tutte le canzoni apparse nelle prime due stagioni della serie animata.
Do the Bartman venne incisa da Nancy Cartwright, la doppiatrice originale di Bart Simpson nella serie televisiva, accompagnata nei cori da Bryan Loren dato che la canzone fu scritta e composta dallo stessi Loren. Do the Bartman è inoltre inframezzata dalla voce di Homer Simpson interpretato dal suo doppiatore originale, Dan Castellaneta.
Mai ufficialmente messa in commercio come singolo negli Stati Uniti, la canzone divenne un successo in molti paesi europei e non, come l'Australia e la Gran Bretagna, dove raggiunse il primo posto nella classifica australiana e nella Official Singles Chart, l'Irlanda, la Norvegia e i Paesi Bassi, e fu certificata disco d'oro.
Per molto tempo si è creduto che anche Michael Jackson avesse partecipato ai cori e scritto la canzone, ma la cosa è stata smentita nel 2015 da Bryan Loren.

## Il singolo

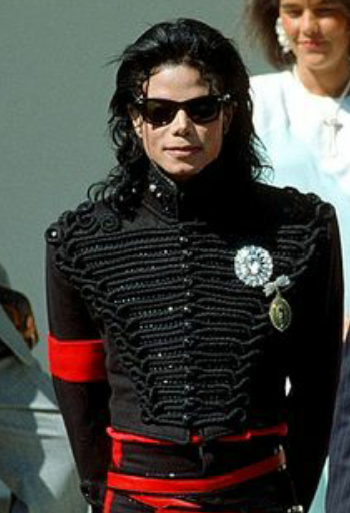
Michael Jackson nel 1990

The Simpsons Sing the Blues è un album costituito da tutte le canzoni originali presenti nelle prime due stagioni della serie, con l'aggiunta di due inediti, Deep, Deep Trouble e Do the Bartman. Per promuovere l'uscita dell'album, venne scelto come singolo di lancio quest'ultimo brano.
Nell'estate del 1990 iniziò a diffondersi una voce secondo la quale Michael Jackson avrebbe composto una canzone per l'album The Simpsons Sing the Blues, intitolata Do the Bartman. Il produttore esecutivo della serie, James L. Brooks, negò la notizia e affermò che l'autore della canzone sarebbe stato Bryan Loren, amico e produttore dello stesso Jackson. Anni dopo, ad una convention di fumetti a Pasadena, il creatore dello show, Matt Groening, rivelò che fu proprio Jackson a scrivere, insieme a Loren, il testo della canzone, ma che non poteva essere accreditato come tale in quanto era sotto contratto con un'altra etichetta discografica, diversa da quella che produceva il pezzo. Groening si disse sorpreso del fatto che nessuno (a parte i fan del cantante), fino ad allora, aveva capito che a scrivere la canzone era stato Michael Jackson, che da ammiratore della serie e di Bart in particolare, si sarebbe offerto per scrivere una canzone sul personaggio e apparire in uno degli episodi dello show.
Jackson, oltre ad aver scritto e prodotto il singolo, insieme a Bryan Loren, avrebbe inciso tutte le parti del coro presenti in Do the Bartman.
Bryan Loren smentì ufficialmente l'intera storia in una puntata del podcast MJCast di luglio 2015; in esso spiegò che Michael Jackson contribuì solo alla decisione del titolo, ma non scrisse né il testo né partecipò ai cori, la canzone essendo solo sua. Insisté però che il suo nome fosse menzionato nella canzone (cosa che succede) e che la copertina fosse la parodia di un suo album (è infatti la parodia della copertina di Bad). Jackson presterà in seguito la sua voce al personaggio Leon Kompowsky nell'episodio Papà-zzo da legare, episodio per il quale scriverà anche una nuova canzone, chiamata Happy Birthday, Lisa, ma non venendo nuovamente accreditato per ragioni contrattuali.
La canzone parla del protagonista, Bart Simpson, che introduce un nuovo ballo chiamato, appunto, "Bartman". Bart si descrive come un piantagrane a cui piace provocare il caos ma insiste sul fatto che non è intenzionale. Bart insiste sul fatto che tutti possono "fare il Bartman" (da qui il titolo del brano) e incoraggia tutti a provarlo.
Do the Bartman venne citato spesso nella serie de I Simpson e ridicolizzato dagli stessi autori dello show per essere stato un prodotto smaccatamente anni novanta, che non è invecchiato bene con gli anni. In Marinaio Homer, Bart inizia a cantare il brano per attirare l'attenzione su di sé, ma nessuno sembra considerarlo. Ralph commenta che la scena «Fa tanto 1991». Similmente, nell'episodio Bart infartato, Homer, per assicurarsi che Bart non sia morto, a seguito di un infarto, lo sprona dicendogli «Fai il Bartman!» (Do the Bartman!).

## Accoglienza
All'epoca della sua uscita, la canzone ricevette consensi positivi da parte di critica e pubblico. Ken Tucker, su Entertainment Weekly, definì la canzone carina, nonostante gli arrangiamenti non fossero eccelsi e aggiunse che «I Simpson si staranno anche svendendo, ma lo stanno facendo bene».
Larry Flick di Billboard dichiarò riguardo al singolo: «sembra un'estensione logica della storia d'amore del pubblico con i famosi personaggi dei cartoni animati di Fox TV» definendola «una simpatica e divertente novità pop/new jack swing»  notando, inoltre, come il singolo ebbe un grande successo e airplay sulle radio americane.
Sulla scia dell'enorme popolarità raccolta dal brano, l'etichetta decise, nel 1991, di produrre il video per l'altro inedito dell'album, Deep, Deep Trouble, un singolo rap, scritto da DJ Jazzy Jeff, che non riscosse però il successo sperato.

## Il video

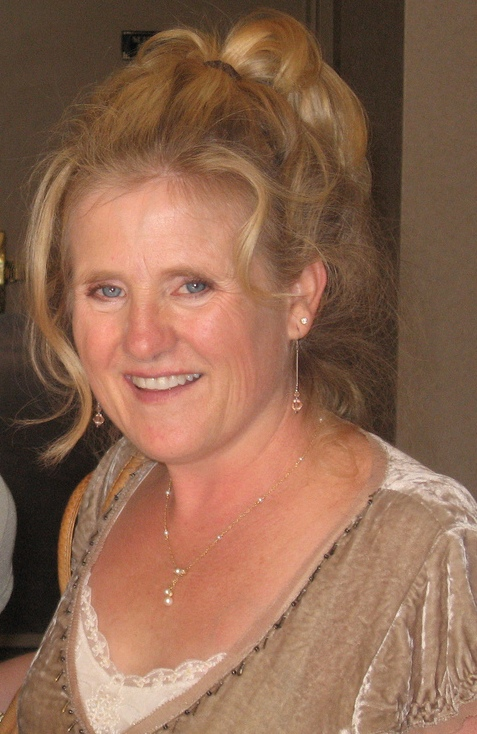
Nancy Cartwright doppiatrice originale di Bart Simpson che lo ha doppiato anche nella canzone e nel video musicale.

Il videoclip della canzone venne diretto da Brad Bird, mentre le coreografie animate furono curate da Michael Chambers. Il filmato presenta una semplice trama, in cui Bart, alla recita scolastica, si ribella e, invece che eseguire un noioso balletto, inserisce nello stereo la musicassetta di Do The Bartman e inizia a ballare un nuovo ballo chiamato "il Bartman", coinvolgendo tutta la città. Alla fine, però, si scopre che Bart ha solo immaginato di inserire la cassetta nello stereo e, sconsolato, si limita a restare fermo sul palco, mentre gli altri eseguono il balletto insegnato loro.
Nessuno dei registi della serie voleva dirigere il videoclip: troppo elaborato e complesso per essere diretto in parallelo al loro lavoro sulla serie. Bird, allora libero da impegni registici, accettò dietro l'insistenza dei produttori. Dovendo finirlo in tempo per l'uscita dell'album The Simpsons Sing the Blues, Bird completò gli storyboard in soli due giorni, per poi prendere un aereo per Budapest, dove il video venne animato dai Varga Studio, i quali restarono sconvolti dalla quantità di lavoro che venne affidata loro, abituati allo stile semplice degli originali corti dei Simpson, con scene ripetute e fondali abbozzati.
Bird inserì nel video una easter egg tipica degli animatori: nel frammento in cui Bart viene spedito in camera sua, come un carcerato, lo si vede reggere un cartello con su scritto A-113, ovvero la classe in cui gli studenti della CalArt, scuola di animazione fondata da Walt Disney, si riunivano. Il numero appare in tutti i lavori diretti da Brad Bird e nella maggior parte dei film Pixar.
Do the Bartman venne mandato in onda nel gennaio del 1991 e fu nominato agli MTV Video Music Awards del 1991 per i migliori effetti speciali.

## Tracce
Vinile 7"
Testi e musiche di Bryan Loren.
1. Do the Bartman (7" House Mix/Edit) – 3:54
2. Do the Bartman (LP edit) – 3:59

CD singolo
Testi e musiche di Bryan Loren.
1. Do the Bartman (7" House Mix/Edit) – 3:54
2. Do the Bartman (LP edit) – 3:59
3. Do the Bartman (Bad Bart House Mix) – 4:49
4. Do the Bartman (a cappella) – 3:44

Download digitale
Testi e musiche di Bryan Loren.
1. Do the Bartman (Diplo's Bartman So So Krispy Remix) – 4:27